# Useriner See
Der Useriner See ist Teil der Mecklenburger Seenplatte und wird von der Havel durchflossen. Der See gehört zum Nationalpark Müritz. Er liegt nördlich vom Großen Labussee und ist etwa  5,2 Kilometer lang sowie etwa 950 Meter breit. Er hat eine Fläche von 365 Hektar. Der See gehört zu den oberen Havelseen und hat Verbindung mit den großen Mecklenburgischen Seen über die Obere Havelwasserstraße. Im Norden besteht Verbindung zum Kramssee und zum Zierzsee. Der ungefähr 33,4 Hektar große Zierzsee ist strenggenommen nur eine Bucht im Useriner See. Der See wird von diesem nur durch die schmale Halbinsel Ziegenwinkel getrennt. Am Ostufer liegt der namensgebende Ort Userin und im Süden die kleine Ansiedlung Useriner Mühle. Etwas nördlich der Siedlung gibt es eine kleine Insel im See. Das Westufer des Gewässers ist bewaldet und das Ostufer bei Userin wird meist landwirtschaftlich genutzt. Im Südteil befindet sich bei Zwenzow ein FKK-Campingplatz.